# Paolo Guldino
Paolo Guldino (nome originale Habakkuk Guldin) (Mels, 12 giugno 1577 – Graz, 3 novembre 1643) è stato un matematico e astronomo svizzero.
A lui si devono i teoremi di Pappo-Guldino, che consentono di determinare la superficie ed il volume dei solidi di rotazione. I teoremi portano anche il nome del matematico alessandrino Pappo, che li intuì alcuni secoli prima.
Nel 1597, abiura la religione ebraica e prende il nome di Paolo. Successivamente entra nell'ordine religioso dei Gesuiti, diventa sacerdote e viene inviato a Roma per approfondire le sue conoscenze matematiche. Insegnerà matematica a Roma, Vienna e Graz.
I risultati dei suoi studi matematici sono presenti soprattutto nell'opera "Centrobaryca" (baricentri), edita in tre volumi (1635,1640,1641), all'interno della quale si trovano i due teoremi che portano il suo nome.
Nella sua epoca Paolo Guldino è uno studioso famoso. Guldino criticò il metodo degli indivisibili concepito da Cavalieri nel libro De centro gravitatis del 1641. Nell'opera astronomica di Paolo Casati Terra machinis mota (1658), Casati immagina un dialogo tra Guldino, Galileo e Marin Mersenne su varie tematiche riguardanti cosmologia, geografia, astronomia e geodesia.

## Opere

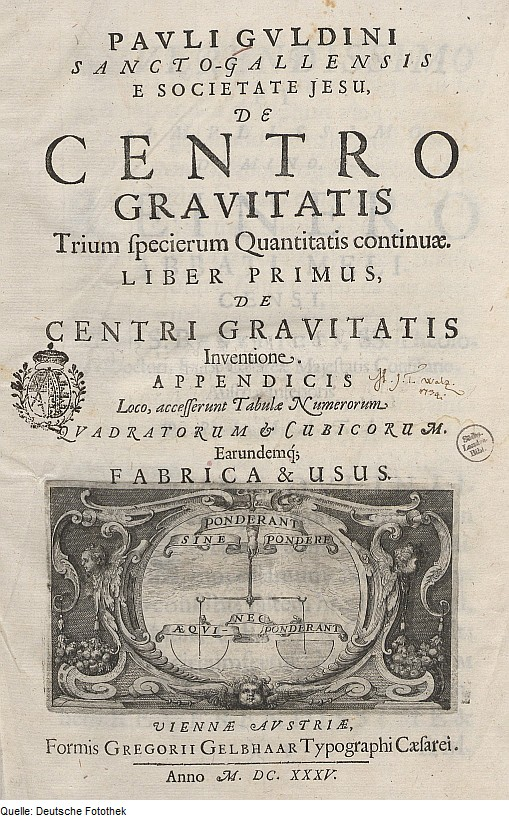
Pauli Guldini Sancto-Gallensis e Societate Jesu, De Centro Gravitatis, vol. 1 (1635).

- (LA) Paolo Guldino, Refutatio elenchi calendarii Gregoriani a Setho Caltisio conscripti, Moguntiae, ex officina typographica Ioannis Albini, 1616.
- Problema arithmeticum de rerum combinationibus, quo numerus dictionum seu conjunctionum diversarum quæ ex XXII alphabeti litteris fieri passant indagatur, Vienne, 1622 ;
- Problema geographicum de motu terræ ex mutatione centri gravitatis ipsius provenienti, Vienne, 1622 ;
- Problema geographicum de discrepantia in numero ac denominatione dierum, quam qui orbem terrarum contrariis viis circumnavigant, et inter se et cum iis qui in eodem loco consistunt, experiuntur, Vienne, 1633 ;
- (LA) Paolo Guldino, De centro gravitatis, vol. 1, Viennae Austriae, Formis Gregorii Gelbhaar, 1635.
- (LA) Paolo Guldino, De centro gravitatis, vol. 2, Viennae Austriae, Cosmerovius, 1640.
- (LA) Paolo Guldino, De centro gravitatis, vol. 3, Viennae Austriae, Cosmerovius, 1641.